# Томас, Айзея (1961)
Об игроке НБА XXI века см. Томас, Айзея (1989)
Айзе́я Лорд То́мас III (англ. Isiah Lord Thomas III; родился 30 апреля 1961 года в Чикаго, штат Иллинойс) — американский профессиональный баскетболист и тренер, всю свою карьеру выступавший за команду Национальной баскетбольной ассоциации «Детройт Пистонс». Играл на позиции разыгрывающего защитника. Член Зала славы баскетбола.
После окончания игровой карьеры он был руководителем «Торонто Рэпторс», телекомментатором, руководителем Континентальной баскетбольной ассоциации, главным тренером «Индиана Пэйсерс», а также исполнительным директором и главным тренером «Нью-Йорк Никс». Позже он был тренером по баскетболу среди мужчин в «ФИЮ Пантерс» Флоридского международного университета (ФМУ) в течение трех сезонов с 2009 по 2012 год.

## Ранние годы
Айзея Томас родился 30 апреля 1961 года в городе Чикаго (штат Иллинойс), младший из 9 детей в семье. Отец Айзея Томас II — ветеран Второй мировой войны, был ранен в битве за Сайпан. После войны работал в International Harvester, стал первым чернокожим прорабом в компании. Позднее потерял работу, ушёл из семьи, когда Айзея-младший был ребенком. Мать Мэри Томас известна тем, что одна воспитывала 9 детей, семья сильно нуждалась. Про мать Айзеи был снят художественный фильм, в её честь названа улица в Чикаго.
Айзея учился в пригороде Чикаго в уэстчестерской средней школе Сент-Джозеф, в которой играл за местную баскетбольную команду. В 1979 году принимал участие в игре McDonald’s All-American, в которой принимают участие лучшие выпускники школ США и Канады.

## Студенческая карьера
В 1981 году закончил Индианский университет в Блумингтоне, где в течение двух лет играл за команду «Индиана Хузерс», в которой провёл успешную карьеру под руководством тренера, члена Зала славы баскетбола, Боба Найта. В сезоне 1980/1981 годов «Хузерс» стали чемпионами Национальной ассоциации студенческого спорта (NCAA), а Айзея Томас был признан самым выдающимся игроком этого баскетбольного турнира. В финальном матче «Хузерс» переиграли команду Джеймса Уорти «Северная Каролина Тар Хилз» со счётом 63—50, в которой Томас стал лучшим игроком своей команды, набрав 23 очка. По итогам сезона Томас был включён в 1-ю всеамериканскую сборную NCAA.

## Профессиональная карьера
Всю свою карьеру Томас выступал в Национальной баскетбольной ассоциации за команду «Детройт Пистонс», в которой играл на позиции разыгрывающего защитника. Был выбран ею на драфте 1981 года под общим вторым номером. Два года подряд становился чемпионом НБА (1989—1990), а в 1990 году признавался самым ценным игроком финала. Именно «Поршни» смогли прервать период противостояния «Бостон Селтикс» и «Лос-Анджелес Лейкерс» и дважды побеждали в финальных сериях «Лейкерс» (4—0) и «Портленд Трэйл Блэйзерс» (4—1).
В дебютном сезоне включался в первую сборную новичков НБА. 12 раз участвовал в матче всех звёзд НБА (1982—1993), в которых дважды признавался самым ценным игроком матча (1984, 1986), кроме того пять раз включался в символическую сборную всех звёзд НБА (1984—1986 — первая команда и 1983 и 1987 — вторая команда). В сезоне 1984/1985 годов стал лидером регулярного чемпионата НБА по передачам. Айзея Томас завершил карьеру из-за травмы, порвав в апреле 1994 года ахиллово сухожилие.
За ним в «Пистонс» закреплён номер 11. В 1996 году Томас включён в список 50 величайших игроков в истории НБА, а в 2000 году в Зал славы баскетбола.

## Карьера в сборной США
В 1979 году Томас стал в составе национальной сборной США чемпионом Панамериканских игр в Сан-Хуане. Был включён в состав сборной США для участия в летних Олимпийских играх 1980 года в Москве, но США бойкотировали Олимпиаду.
Был кандидатом на участие в Олимпийских играх 1992 года в Барселоне, но не вошёл в команду, во многом потому что Майкл Джордан заявил о своем участии в турнире только при условии отсутствия Томаса в сборной, которую после победы назвали «Dream Team» («командой мечты»).

## Тренерская карьера
После завершения профессиональной карьеры игрока Айзея Томас тренировал команды «Индиана Пэйсерс» (2000—2003), «Нью-Йорк Никс» (2006—2008) и студенческую команду Флоридского международного университета «ФИУ Пантерс» (2009—2012), но без особого успеха. В 2003 году был назначен на должность главного тренера матча всех звёзд НБА в команду Востока.

## Статистика

### Статистика в НБА
| Сезон                                                                                    | Команда | Регулярный сезон | Регулярный сезон | Регулярный сезон | Регулярный сезон | Регулярный сезон | Регулярный сезон | Регулярный сезон | Регулярный сезон | Регулярный сезон | Регулярный сезон | Регулярный сезон | Серия плей-офф | Серия плей-офф | Серия плей-офф | Серия плей-офф | Серия плей-офф | Серия плей-офф | Серия плей-офф | Серия плей-офф | Серия плей-офф | Серия плей-офф | Серия плей-офф |
| Сезон                                                                                    | Команда | GP               | GS               | MPG              | FG%              | 3P%              | FT%              | RPG              | APG              | SPG              | BPG              | PPG              | GP             | GS             | MPG            | FG%            | 3P%            | FT%            | RPG            | APG            | SPG            | BPG            | PPG            |
| ---------------------------------------------------------------------------------------- | ------- | ---------------- | ---------------- | ---------------- | ---------------- | ---------------- | ---------------- | ---------------- | ---------------- | ---------------- | ---------------- | ---------------- | -------------- | -------------- | -------------- | -------------- | -------------- | -------------- | -------------- | -------------- | -------------- | -------------- | -------------- |
| 1981/82                                                                                  | Детройт | 72               | 72               | 33,8             | 42,4             | 28,8             | 70,4             | 2,9              | 7,8              | 2,1              | 0,2              | 17,0             | Не участвовал  | Не участвовал  | Не участвовал  | Не участвовал  | Не участвовал  | Не участвовал  | Не участвовал  | Не участвовал  | Не участвовал  | Не участвовал  | Не участвовал  |
| 1982/83                                                                                  | Детройт | 81               | 81               | 38,2             | 47,2             | 28,8             | 71,0             | 4,0              | 7,8              | 2,5              | 0,4              | 22,9             | Не участвовал  | Не участвовал  | Не участвовал  | Не участвовал  | Не участвовал  | Не участвовал  | Не участвовал  | Не участвовал  | Не участвовал  | Не участвовал  | Не участвовал  |
| 1983/84                                                                                  | Детройт | 82               | 82               | 36,7             | 46,2             | 33,8             | 73,3             | 4,0              | 11,1             | 2,5              | 0,4              | 21,3             | 5              | 0              | 39,6           | 47,0           | 33,3           | 77,1           | 3,8            | 11,0           | 2,6            | 1,2            | 21,4           |
| 1984/85                                                                                  | Детройт | 81               | 81               | 38,1             | 45,8             | 25,7             | 80,9             | 4,5              | 13,9             | 2,3              | 0,3              | 21,2             | 9              | 9              | 39,4           | 50,0           | 40,0           | 75,8           | 5,2            | 11,2           | 2,1            | 0,4            | 24,3           |
| 1985/86                                                                                  | Детройт | 77               | 77               | 36,2             | 48,8             | 31,0             | 79,0             | 3,6              | 10,8             | 2,2              | 0,3              | 20,9             | 4              | 4              | 40,8           | 45,1           | 0,0            | 66,7           | 5,5            | 12,0           | 2,3            | 0,8            | 26,5           |
| 1986/87                                                                                  | Детройт | 81               | 81               | 37,2             | 46,3             | 19,4             | 76,8             | 3,9              | 10,0             | 1,9              | 0,3              | 20,6             | 15             | 15             | 37,5           | 44,8           | 30,3           | 75,5           | 4,5            | 8,7            | 2,6            | 0,3            | 24,1           |
| 1987/88                                                                                  | Детройт | 81               | 81               | 36,1             | 46,3             | 30,9             | 77,4             | 3,4              | 8,4              | 1,7              | 0,2              | 19,5             | 23             | 23             | 39,6           | 43,7           | 30,2           | 82,8           | 4,7            | 8,7            | 2,9            | 0,3            | 21,9           |
| 1988/89                                                                                  | Детройт | 80               | 76               | 36,6             | 46,4             | 27,3             | 81,8             | 3,4              | 8,3              | 1,7              | 0,3              | 18,2             | 17             | 17             | 37,2           | 41,2           | 26,7           | 74,0           | 4,3            | 8,3            | 1,6            | 0,2            | 18,2           |
| 1989/90                                                                                  | Детройт | 81               | 81               | 37,0             | 43,8             | 30,9             | 77,5             | 3,8              | 9,4              | 1,7              | 0,2              | 18,4             | 20             | 20             | 37,9           | 46,3           | 47,1           | 79,4           | 5,5            | 8,2            | 2,2            | 0,4            | 20,5           |
| 1990/91                                                                                  | Детройт | 48               | 46               | 34,5             | 43,5             | 29,2             | 78,2             | 3,3              | 9,3              | 1,6              | 0,2              | 16,2             | 13             | 11             | 33,5           | 40,3           | 27,3           | 72,5           | 4,2            | 8,5            | 1,0            | 0,2            | 13,5           |
| 1991/92                                                                                  | Детройт | 78               | 78               | 37,4             | 44,6             | 29,1             | 77,2             | 3,2              | 7,2              | 1,5              | 0,2              | 18,5             | 5              | 5              | 40,0           | 33,8           | 36,4           | 78,6           | 5,2            | 7,4            | 1,0            | 0,0            | 14,0           |
| 1992/93                                                                                  | Детройт | 79               | 79               | 37,0             | 41,8             | 30,8             | 73,7             | 2,9              | 8,5              | 1,6              | 0,2              | 17,6             | Не участвовал  | Не участвовал  | Не участвовал  | Не участвовал  | Не участвовал  | Не участвовал  | Не участвовал  | Не участвовал  | Не участвовал  | Не участвовал  | Не участвовал  |
| 1993/94                                                                                  | Детройт | 58               | 56               | 30,2             | 41,7             | 31,0             | 70,2             | 2,7              | 6,9              | 1,2              | 0,1              | 14,8             | Не участвовал  | Не участвовал  | Не участвовал  | Не участвовал  | Не участвовал  | Не участвовал  | Не участвовал  | Не участвовал  | Не участвовал  | Не участвовал  | Не участвовал  |
|                                                                                          | Всего   | 979              | 971              | 36,3             | 45,2             | 29,0             | 75,9             | 3,6              | 9,3              | 1,9              | 0,3              | 19,2             | 111            | 104            | 38,0           | 44,1           | 34,8           | 76,9           | 4,7            | 8,9            | 2,1            | 0,3            | 20,4           |
| Наведите курсор мыши на аббревиатуры в заголовке таблицы, чтобы прочесть их расшифровку. |         |                  |                  |                  |                  |                  |                  |                  |                  |                  |                  |                  |                |                |                |                |                |                |                |                |                |                |                |